# Коллективный способ обучения
Коллективный способ обучения — это общественно-исторический этап (общественно-историческая стадия, формация) развития сферы образования.

Термин «коллективный способ обучения» (КСО) ввёл Виталий Кузьмич Дьяченко.

## Основания для выделения общественно-исторических способов организации обучения
Классификация базисных форм организации обучения позволила В. К. Дьяченко проследить ход исторического развития обучения и предвидеть его будущее. Учёным выделены следующие базисные (или общие) формы организации обучения:
- индивидуально-опосредованная форма обучения. Она соответствует опосредованному общению участников обучения (осуществляется индивидуальная работа обучающегося с учебным материалом, посредством которого он находится в ситуации общения с другим человеком);
- парная — соответствует взаимодействию в обособленной паре (результаты его не используются в других парах);
- групповая — соответствует общению в группе, когда каждый говорящий направляет сообщение одновременно всем;
- коллективная — соответствует взаимодействию в группе, когда общение происходит в парах сменного состава.

Базисные формы можно сравнить со строительным материалом: из одних и тех же кирпичей можно построить принципиально разные сооружения.
В. К. Дьяченко заметил, что та или иная общественно-историческая стадия организации обучения определяется не единицей содержания образования, а организационной структурой учебного процесса. В организационную структуру каждого следующего способа обучения включается новая организационная форма в качестве системообразующей.

## Три общественно-исторических стадии (формации) развития процесса обучения
- Человеческая цивилизация пережила два общественно-исторических способа организации обучения:
  - индивидуальный (ИСО),
  - и сегодняшний групповой (ГСО).
- Очередную педагогическую формацию Виталий Кузьмич назвал коллективным способом обучения (КСО).

В ИСО использовались индивидуально-опосредованная и парная формы, в ГСО к ним добавилась в качестве ведущей групповая форма, в КСО будут все четыре формы при ведущей роли коллективной. Конечно, в истории человечества всегда были представлены все четыре базисных оргформы. Однако в разные эпохи не все из них были общепризнанными.
Предназначение ИСО состояло в обучении отдельных членов общества, ГСО — в приобретении многими людьми образовательно-воспитательных качеств, соответствующих потребностям общества, а КСО — в их овладении каждым членом общества.

В КСО каждый обучающийся будет реализовывать свою индивидуальную образовательную программу за счёт большого спектра разных по содержанию, типу, форме и месторасположению взаимодействий с другими обучающимися, которые тоже реализуют свои индивидуальные программы. Программы максимально индивидуализируются, а сам процесс обучения в большей мере примет коллективный характер. 

## Содержание понятия коллективный способ обучения
Таким образом, понятие общественно-исторического способа организации обучения (в частности, КСО) ухватывает сущность сферы образования в определённую эпоху человеческой цивилизации. А это значит, что подлежат рассмотрению по меньшей мере три плоскости вопросов:
- Во-первых, предназначение сферы образования среди других сфер общества; базовые образовательные процессы и процессы, их обслуживающие, включая подготовку кадров, научные изыскания, инспектирование и т. п.
- Во-вторых, структурные единицы, обеспечивающие разворачивание базовых и обслуживающих процессов — учреждения образования.
- В-третьих — морфологию участников сферы образования.

Следовательно, при коллективном способе обучения будут существенно другой, чем сейчас, деятельность всего образовательного учреждения и обеспечивающих его инфраструктурных процессов: их содержательно-технологические, организационно-управленские, нормативно-правовые, кадровые и другие аспекты.

## Типичные ошибки в понимании коллективного способа обучения
Однако, вероятно, по причине лексической многозначности термина «коллективный способ обучения» часто приписывают В. К. Дьяченко вместо такого понимания КСО гораздо более узкое:
- коллективное взаимообучение,
- разновозрастное взаимообучение,
- методика А. Г. Ривина,
- работа учащихся в парах сменного состава,
- организованный диалог,
- сочетательный диалог.
- Также некорректной трактовкой КСО является следующая: «КСО есть комбинация из трёх видов обучения: парного обучения, фронтального обучения и самообучения. Парное обучение обладает ведущей ролью».

Во всех этих случаях путаются три сопряжённых, но не тождественных, разноуровневых понятия: коллективный способ обучения, коллективные учебные занятия и коллективная форма организации обучения.
Одна (но не единственная!) причина такого неправомерного отождествления обусловлена следующим. На рубеже 80-90-х годов XX века в разных регионах СССР, а затем и пост-советского пространства наблюдается активное внедрение в учебный процесс коллективной организационной формы обучения (работы в парах сменного состава). Она применялась главным образом в рамках урока, поэтому в его организационной структуре объективно могла использоваться только в качестве вспомогательной формы. Коллективные учебные занятия проводились, но эпизодически, на отдельных предметах. Классов, в которых бы они организовывались по всем предметам, насчитывалось единицы.

Этому периоду — этапу активного практического освоения коллективной организационной формы обучения — характерно стремление противопоставить уроку нечто иное, но такое же целостное. Если на уроке доминирует групповая форма обучения, то на первых коллективных (то есть неурочных) занятиях практически все дидактические задачи пытались решать через коллективную оргформу. Такая гипертрофия работы в парах сменного состава могла привести к широко распространённому штампу: «Коллективный способ обучения — это работа в парах».
Очевидно, что деятельность учащихся в парах требует пристального внимания педагогов. Однако является утопичным совершить коренные изменения в практике образования (обучения) за счёт внедрения парной работы вне контекста изменения всей целостности — институциональной системы обучения.
Возможности использования работы в парах очень сильно зависят, во-первых, от типа учебного занятия, который, в свою очередь, зависит от институциональной системы (устройства образовательного учреждения в целом). Так, в рамках группового обучения парная работа может быть только вспомогательной. Вкрапление парной работы в структуру фронтальных занятий не меняет их сущности. На коллективных занятиях она ведущая форма обучения, но в зависимости от того, в какой институциональной системе обучения коллективные занятия организуются, по-разному реализуются объективные возможности работы в парах, меняется её назначение и, естественно, организация.
Реализация «парного обучения» во многом зависит от того, насколько будут преодолены мыслительные (мыслимые) ограничения её организации и будут получены новые варианты институциональной организации обучения (как изменится школа в целом).

## Методологические принципы построения коллективного способа обучения
Становление коллективного способа обучения представляет собой единство естественно-стихийных и искусственно-организованных процессов.

Искусственный компонент становления (то есть процессы создания) коллективного способа обучения задаётся деятельностью тех субъектов, которые осознанно и целенаправленно строят систему обучения, отличную от классно-урочной.

В то же время исчезновение группового способа обучения (превращение классно-урочной системы в своё отрицание) обусловливается и естественно-стихийными процессами, которые задаются постоянными попытками и поисками специалистов, решающих актуальные проблемы образования. Эти проблемы вызваны необходимостью реализовать идеи индивидуального подхода в условиях массовости образования, которые в рамках классно-урочной системы просто не решаемы. Поэтому поиски и достижения специалистов постепенно расшатывают её основы.

## Фазы (этапы) перехода к коллективному способу обучения
Коллективный способ обучения как очередной этап исторического развития сферы образования не может быть создан сразу.

Обучение, будучи органической составной частью процесса общественного бытия, не может существовать и развиваться изолированно от остальных общественных процессов, которые в зависимости от их уровня могут как способствовать, так и препятствовать развитию процесса обучения.

Для целенаправленного осуществления на практике перехода к КСО выделяются промежуточные этапы — несколько фаз переходного периода. Фазы переходного периода позволяет, с одной стороны, проанализировать сложившуюся ситуацию, с другой — дают возможность специалистам определить дальнейшие шаги собственной деятельности по созданию коллективного способа обучения.

Ростки КСО уже появляются и развиваются в недрах ГСО.

#### Первая фаза
Это период использования приёмов работы в парах.

На этой фазе все признаки группового способа обучения (классно-урочной и лекционно-семинарской систем) сохраняются. Учебные занятия являются групповыми, для них характерен общий фронт: все учащиеся занимаются изучением одной и той же темы, одного и того же раздела. В основе занятия лежит групповая организационная форма обучения: учитель предъявляет новый материал сразу всем учащимся, организует общегрупповые обсуждения и т. д. Но для закрепления, повторения изученного использует другие формы, в том числе и работу в парах сменного состава. Таким образом, коллективная организационная форма используется как дополнительная, вспомогательная, улучшающая качество занятий.

Общий фронт нарушается незначительно в рамках урока, поэтому общая организация учебного процесса остаётся традиционной: обычные сорокапятиминутные уроки, одновозрастные классы, узкоспециальные предметы, обычный вариант расписания и режим работы и т. д.

В представлениях учителей, управленцев свобода организации урока является ценностью, но ещё нет понимания необходимости отказа от урока.

#### Вторая фаза
Коллективные занятия организуются по отдельным предметам в рамках класса. Коллективная организационная форма обучения, то есть работа в парах сменного состава, становится основным средством освоения материала. Общий фронт обычно отсутствует в пределах какого-либо раздела, ученики в классе могут изучать различные вопросы этого раздела по разным маршрутам. Это позволяет в большей мере, чем на предыдущей фазе, индивидуализировать обучение.

Остальные предметы изучаются по-старому — на групповых занятиях. При этом один и тот же учитель в одних классах может вести коллективные занятия, а в других — групповые.

Для II-ой фазы характерна одиночная деятельность учителя, отсутствие у него понимания, что его собственные результаты зависят от действий других учителей.

Серьёзное ограничение связано с тем, что по истечении положенного времени все ученики класса должны изучать новый раздел. Очевидно, добиться того, чтобы все из них усвоили раздел полностью и были готовы вместе с другими перейти к следующему, часто не удаётся.

Ещё одно из ограничений — столкновение интересов учителей, ведущих коллективные занятия и их не организующих. В частности, это может проявляться в разных требованиях к поведению обучающих на занятиях.

#### Третья фаза
Коллективные занятия организуются по всем предметам (или практически по всем) в рамках какого-либо класса. Коллективные занятия заменяют групповые занятия (уроки). Изменяется традиционный режим работы, практикуется погружение в отдельные предметы: учащиеся какой-либо период (неделю, месяц) изучают только часть (один, два или несколько) предметов.

Общий фронт отсутствует в пределах годовой программы, содержание которой разные ученики класса проходят по отличающимся последовательностям.

Важно, что создаётся специальная структура учительско-ученического самоуправления для планирования, проведения и рефлексии учебных занятий.

Класс как тип учебной группы ещё сохраняется, а программа учебного предмета делится на годичные блоки.

Если во всех классах школы организуются коллективные занятия, то это значит, что вся школа перешла на III-ю фазу. Тогда существенно меняется управление школой. Речь идёт уже не о классно-урочно-предметной, а о классно-предметной системе обучения.

#### Четвёртая фаза
Коллективные занятия организуются в отдельных разновозрастных, разноуровневых учебных группах. Эти группы выделяются в образовательном учреждении наряду с одновозрастными классами.

Содержание учебных предметов, изучаемых в разновозрастном коллективе, не делится на годичные блоки. Последовательности и методы её освоения у разных школьников разные. К окончанию учебного года учащиеся осваивают материал, неодинаковый по объёму и составу.

Учащиеся такой группы могут в одно и то же время изучать разные предметы: одни математику, другие физику, третьи химию и т. д. У каждого обучающегося и педагога есть свой план деятельности на занятии (которые все вместе взятые заменяют традиционное расписание, свойственное классам).
Принципиально важно, что когда речь идёт о разновозрастной, разноуровневой группе, то имеются в виду не физические параметры обучающихся, а отсутствие деления содержания программ курсов на годичные блоки. Когда в программе предмета исчезает привязка к конкретному классу и году обучения, тогда мы освобождаемся от классной системы. Это и проявление, и необходимое условие IV-ой фазы.

Поскольку на этой фазе в школе выделяются только отдельные учебные группы разновозрастного состава, то само управление образовательным учреждением особо не меняется.

#### Пятая фаза
Коллективные занятия обучения в школе в разновозрастных учебных группах.

Если на четвёртой фазе разновозрастные группы существуют наряду с классами (одни ученики обучаются в разновозрастных коллективах, а другие — в классах), то на пятой фазе вся школа переходит на разновозрастные учебные группы.

В управлении школой происходят существенные изменения.

К началу XX века на пятую фазу пока удалось малочисленным сельским школам. Их опыт требует адаптации и дополнительных исследований при переносе в крупные школы, а также политических решений.

#### Шестая и последующие фазы
Остальные фазы связаны с существенными изменениями в других сферах социальной жизни, в управлении системой образования и по времени являются более отдалёнными. Вероятно, шестая-седьмая фазы связаны с сетевой организацией системы образования. Некоторые моменты этой организации моделировались и исследовались в ряде организационно-деятельностных игр.

#### Аспекты фаз перехода к КСО
Любая фаза переходного периода к КСО является некоторой целостностью. Каждое конкретное промежуточное состояние необходимо рассматривать как систему по следующим аспектам:
- Предназначение и цели образования.
- Организация учебного процесса.
- Содержание образования.
- Методики освоения содержания образования.
- Управление системой образования.
- Субъекты педагогической деятельности, уровень понимания ими методологических, теоретических и практических вопросов коллективного способа обучения.
- Необходимые условия функционирования данной фазы.
- Объективные возможности данной фазы.
- Объективные ограничения данной фазы, её противоречия.

Реализация той или иной фазы и её результативность зависят от того, насколько учтены и соответствуют друг другу указанные выше аспекты. Любое нарушение гармонии между этими аспектами создаёт дополнительные трудности, которые задерживают переход на следующую фазу или вынуждают вернуться к предыдущей.

Однако при правильной и успешной организации определённой фазы неизбежен отказ от неё. Здесь определяющее значение имеют объективные противоречия, присущие данной фазе, поиск решения которых вынуждает перейти к следующей.